# Богимово
Богимово (рос. Богимово) — село в Ферзиковському районі Калузької області Російської Федерації.
Населення становить 81 особу. Входить до складу муніципального утворення село Сашкино.

## Історія
Від 2004 року входить до складу муніципального утворення село Сашкино

## Населення
| 2002 | 2010 | 2011 |
| ---- | ---- | ---- |
| 234  | ↘82  | ↘81  |